# Comisia Națională de Acreditare a Spitalelor
Comisia Națională de Acreditare a Spitalelor (CoNAS) este o instituție publică din România, aflată în coordonarea primului-ministru.
Comisia are ca principal scop acreditarea spitalelor în vederea îmbunătățirii continue a calității serviciilor medicale spitalicești din România.
A fost înființată în ianuarie 2009
și este finanțată din venituri proprii și subvenții acordate de la bugetul de stat, prin bugetul Cancelariei Primului-Ministru.
Comisia este organ colegial de conducere și este formată din 7 membri, reprezentanți ai Administrației Prezidențiale, Guvernului, Academiei Române, Colegiului Medicilor din România, Ordinului Asistenților Medicali și Moașelor din România.
Membrii Comisiei Naționale de Acreditare a Spitalelor sunt numiți pe o perioadă de 4 ani, prin decizie a primului ministru, la propunerea conducătorului instituției sau organizației profesionale din care face parte persoana nominalizată.
Membrii Comisiei Naționale de Acreditare a Spitalelor se întrunesc în ședințe lunare ordinare și în ședințe extraordinare ori de câte ori este nevoie, convocate și conduse de președinte sau, în lipsa acestuia, de către vicepreședinte.
Hotărârile Consiliului de coordonare se adoptă cu majoritate simplă.
În total, Comisia dispune de un număr de 60 posturi.

## Președinții CoNAS
- Vilmos Lukacs (UDMR): 14 februarie 2012 - prezent[7]

## Controverse
În anul 2012, ziarul Evenimentul zilei a dezvăluit modul în care CoNAS a atribuit firmei Blue Sky Turism, o agenție de turism al cărei acționar majoritar era Corina Mirela Voiculescu, fiica omului de afaceri Dan Voiculescu, un contract pe bani europeni de zece ori mai mare decât cifra de afaceri a acesteia.
În anul 2014, jurnalistul Robert Turcescu a reluat acest caz, arătând că instituția menită să supravegheze controlul legalității cheltuirii banului public - Curtea de Conturi a României a acționat în complicitate cu CoNAS.